# NGC 3065
NGC 3065 é uma galáxia lenticular (S0) localizada na direcção da constelação de Ursa Major. Possui uma declinação de +72° 10' 12" e uma ascensão recta de 10 horas, 01 minutos e 55,1 segundos.
A galáxia NGC 3065 foi descoberta em 3 de Abril de 1785 por William Herschel.